# Charakterystyka statyczna (automatyka)
Charakterystyka statyczna – w automatyce, zależność między sygnałem wyjściowym {\displaystyle y} a sygnałem wejściowym {\displaystyle u} w stanie ustalonym.
W odróżnieniu od wykresów charakterystyk dynamicznych (skokowej, impulsowej), wykres charakterystyki statycznej nie jest zależny od czasu, nie można na jej podstawie odczytać sposobu dojścia do stanu ustalonego (np. występowanie oscylacji).
Natomiast charakterystyka statyczna nominalna to charakterystyka statyczna uzyskana, gdy zakłócenia posiadają ściśle określone wartości podane w normach (polskich lub branżowych), noszące nazwę warunków odniesienia.

## Wyznaczanie

### Transmitancja operatorowa
Dla dynamicznego modelu liniowego opisanego transmitancją operatorową:
{\displaystyle {\frac {y(s)}{u(s)}}=G(s).}
Charakterystykę statyczną można wyznaczyć:
{\displaystyle y_{0}=\lim _{s\to 0}G(s)u_{0}.}

### Model zmiennych stanu
Dla modelu opisanego równaniami stanu czasu ciągłego:
{\displaystyle {\dot {\mathbf {x} }}(t)=\mathbf {Ax} (t)+\mathbf {Bu} (t),}
{\displaystyle \mathbf {y} (t)=\mathbf {Cx} (t)+\mathbf {Du} (t).}
Z warunku na stan ustalony układu:
{\displaystyle {\dot {\mathbf {x} }}(t)=0}
otrzymujemy:
{\displaystyle \mathbf {y_{0}} =\mathbf {(-CA^{-1}B+D)u_{0}} .}